# 虹彩樱蛤
虹彩樱蛤（学名：Tellina iridescens）为樱蛤科樱蛤属的动物，俗名海瓜子、梅蛤、扁蛤，是中国的特有物种。分布于浙江等地，生活环境为海水，一般栖息于潮间带的泥沙。该物种的模式产地在浙江舟山。